# Collotheca hoodi
Collotheca hoodi är en hjuldjursart som först beskrevs av Hudson 1883.  Collotheca hoodi ingår i släktet Collotheca och familjen Collothecidae. Arten är reproducerande i Sverige. Inga underarter finns listade i Catalogue of Life.